# 이영순 (1959년)
이영순(李榮順, 1959년 11월 5일 ~ )은 대한민국의 제8·9대 충청북도 제천시의원이었다.

## 학력
- 남천국민학교 2회 졸업
- 제천여자중학교 29회 졸업
- 제천여자고등학교 27회 졸업
- 세경대학교 호텔관광크루즈과 졸업

## 경력
- 자유한국당 충청북도당 여성위원회 부위원장
- 민주평화통일자문회의 자문위원
- 2018.07 ~ 2022.06 제8대 충청북도 제천시의회 의원
- 2018.07 ~ 2020.07 제8대 충청북도 제천시의회 전반기 자치행정위원회 위원
- 2018.07 ~ 2020.07 제8대 충청북도 제천시의회 전반기 예산결산특별위원회 부위원장
- 2020.07 ~ 2022.06 제8대 충청북도 제천시의회 후반기 자치행정위원회 위원
- 2020.07 ~ 2022.06 제8대 충청북도 제천시의회 후반기 의회운영위원회 부위원장
- 2020.07 ~ 2022.06 제8대 충청북도 제천시의회 후반기 예산결산특별위원회 부위원장
- 제8대 충청북도 제천시의회 자치행정위원회 위원
- 제15·16대 제천시 민주평화통일자문위원회 위원
- 제천시 새마을회 이사
- 교동 새마을부녀회 연합회장
- 교동 주민자치위원
- 제20대 대선 국민의힘 윤석열 후보 충북도당 제천시·단양군선거구 정책자문위원
- 국민의힘 중앙선거대책본부 전국여성지방의원단 부단장
- 제18기 제천시 민주평화통일자문위원회 위원
- 제천시 도시가스 심의위원회 위원
- 제천시 수돗물 평가위원회 위원
- 2022.07 ~ 2023.12 제9대 충청북도 제천시의회 의원
- 2022.07 ~ 2023.12 제9대 충청북도 제천시의회 전반기 의회운영위원회 위원
- 2022.07 ~ 2023.12 제9대 충청북도 제천시의회 전반기 자치행정위원회 위원장

## 공직선거법 위반
- 2023년 12월 15일 돈 봉투 건넨 이영순 제천시의원 ‘당선무효’ 확정

## 역대 선거 결과
|  | 0% |

|  | 17.21% |

## 참고 자료
- 이영순 - 페이스북
- 이영순 - 인스타그램